# Museo Diocesano Francesco Gonzaga
Das Museo Francesco Gonzaga ist das Diözesanmuseum des Bistums Mantua.
Ursprünglich 1974 als Sonderausstellung mit dem Titel Kunstschätze im Land der Gonzagas eröffnet, wurde es 1983 als ständiges Museum eröffnet und im alten Augustinerkloster Sant'Agnese in Mantua eingerichtet.
Das Museum ist dem Franziskaner Francesco Gonzaga gewidmet, der von 1593 bis 1620 Bischof der Diözese Mantua war.
Von 2013 bis 2022 leitete Roberto Brunelli das Diözesanmuseum. 

## Werke
Das Diözesanmuseum beherbergt Werke aus dem Dom von Mantua, der Basilika Palatina di Santa Barbara, dem Bistum und zahlreichen Privatsammlungen, die in den Ausstellungsbereichen organisiert sind:
- Kunstgalerie
- Schatzkammer
- Münzen
- Rüstungen
- Wandteppiche
- Keramik

### Kunstgalerie
Die Kunstgalerie beherbergt sowohl Gemälde als auch Skulpturen. Unter ihnen:
- Heiliger Georg tötet den Drachen (15. Jahrhundert), spätgotische Skulptur von Pierpaolo dalle Masegne;
- eine Kreuzigung (15. Jahrhundert), auf einer Tafel von Gian Francesco de' Maineri aus Ferrara;
- Apfelmadonna, Ortolano Ferrarese zugeschrieben,
- Die Sinopia der Himmelfahrt Andrea Mantegna zugeschrieben;
- Grablegung und Heilige Familie mit Elisabeth und dem kleinen Johannes, Fresken in Sinopie, frühes Kunstwerk von Correggio;
- Altarbild der Hlg. Tecla (Mitte 16. Jahrhundert) von Gerolamo Mazzola Bedoli, aus dem Dom;
- Heiliges Gespräch von Domenico Fetti, 1616;
- Heiliger Sebastian von Benedetto Pagni;
- Erholung von der Flucht nach Ägypten von Francesco Cairo.

Darüber hinaus gibt es die bedeutendste Sammlung der Werke von Giuseppe Bazzani (tätig in der ersten Hälfte des 18. Jahrhunderts), die es uns ermöglicht, seinen künstlerischen Weg zurückzuverfolgen. Unter seinen Werken:
- Maria Himmelfahrt;
- Grablegung Jesu, aus dem Dom;
- Christus trägt das Kreuz;
- Vision des Heiligen Romuald (1753).

### Schatzkammer
Der Schatz der Kathedrale von Mantua und der Basilika Palatina di Santa Barbara ist ein kompakter und zusammenhängender Bestand an Goldschmiedearbeiten, die im Wesentlichen intakt geblieben sind. Sie schaffen es zumindest eine Vorstellung von der Pracht der Gonzagas zu vermitteln, insbesondere in der Mitte der Renaissance, der Höhe des politischen und wirtschaftlichen Vermögens der Dynastie. Unter den hier gezeigten Objekten:
- Elfenbeinschatullen (11.–12. Jahrhundert) islamische Arbeit;
- Madonna mit Kind (14. Jahrhundert), in vergoldetem Silber aus französischer Manufaktur;
- ein Osculatorium von 1513 ein weiteres von 1562
- das Missale der Barbara von Brandenburg, 1442 Auftrag von Gianlucido Gonzaga an den lombardischen Miniaturisten Belbello da Pavia und von Girolamo da Cremona mit Unterstützung von Taddeo Crivelli 1556 fertiggestellt.
- der Verschluss eines Pluviale mit Christusmonogramm (1561–1562), in Gold und Edelsteinen, Geschenk der Herzöge von Bayern an Vincenzo Gonzaga;
- das Reliquiar des Wahren Kreuzes oder Stauroteca di Santa Barbara (1573) einer lombardischen Werkstatt wurde von Herzog Guglielmo Gonzaga für die Basilika Palatina di Santa Barbara in Auftrag gegeben, um einige Fragmente des Wahren Kreuzes aufzubewahren, die von seiner Mutter Margherita Paleologa stammen;
- das Reliquiar der Heiligen Barbara (16. Jahrhundert) einer venezianischen Werkstatt;
- das Reliquiar des Kostbaren Blutes (1573) im Auftrag von Herzog Guglielmo Gonzaga;
- das Reliquiar des Heiligen Giovanni Bono (Ende 16. Jahrhundert);
- das Reliquiar des Heiligen Adriano (Tür 1605), in Ebenholz, Schildkröte, Silber und Elfenbein;
- Kreuze, die vom Mittelalter bis ins 18. Jahrhundert reichen.

### Münzen
Das Museum umfasst einen numismatischen Bereich, in dem etwa sechzig römische Münzen ausgestellt sind, eine Auswahl aus der Sammlung von Pietro Zappa, dessen Schenkung aus 400 Stück besteht. Die meisten der ausgestellten römischen Münzen stammen aus der Römischen Republik, aber es gibt auch Beispiele aus der hellenistischen und kaiserlichen Periode.

### Waffen
Nach dem historischen Sieg im Kampf gegen die Franzosen bei Fornovo 1495 spendeten die Kommandeure und Rüstungsexperten der Miliz von Gianfrancesco Gonzaga ihre Rüstung als ex voto an das Heiligtum der Madonna delle Grazie in Curtatone, nahe Mantua.
Die wiederhergestellten und restaurierten Rüstungen haben sich von bemerkenswerter Qualität erwiesen, die von Mailänder und Brescianer Büchsenmachern, einschließlich der Werkstatt in Missaglia, hergestellt wurden. Sie bilden ein einzigartiges Ganzes, das nicht nur für die Waffengeschichte, sondern auch für das spezifische Gebiet des Kunsthandwerks von Bedeutung ist.

### Wandteppiche
Es gibt drei flämische Wandteppiche aus dem frühen 16. Jahrhundert, die in Brügge gewebt wurden, und die komplette Serie von Wandteppichen des Doms, die zwischen 1594 und 1598 im Auftrag von Francesco Gonzaga, Bischof von Mantua, in Paris gewebt wurden und an Papst Clemens VIII. als Apostolischer Nuntius nach Paris geschickt wurden.

### Keramiken
Die jüngste Erweiterung wurde am 1. Oktober 2016 eingeweiht und war die Sammlung der von den mantuanischen Malern Domenico und Vindizio Nodari Pesenti im 20. Jahrhundert gesammelten Keramiken. Es werden etwa siebzig Stücke ausgestellt, die aus der Renaissance stammen und auch im Alltag genutzt wurden.